# Forte do Pico das Canas
O Forte do Pico das Canas localizava-se na freguesia de São Roque, no concelho de Ponta Delgada, na costa sudeste da ilha de São Miguel, nos Açores.
Em posição dominante sobre este trecho do litoral, constituiu-se em uma fortificação destinada à defesa deste ancoradouro contra os ataques de piratas e corsários, outrora frequentes nesta região do oceano Atlântico.

## História
REZENDES (2010) refere que este terá sido o último forte do complexo defensivo de Ponta Delgada, a ser erguido nas praias do Livramento/São Roque, mas que entretanto não terá chegado a ser concluído. Sem informações acerca da sua periodização, teria como função cortar o acesso a Ponta Delgada de qualquer coluna inimiga que lograsse desembarcar nos areais do Livramento/São Roque.
Esta estrutura não chegou até aos nossos dias.